# Брадвари
Брадва́ри (болг. Брадвари) — село в Силістринській області Болгарії. Входить до складу общини Сілістра.

## Населення
За даними перепису населення 2011 року у селі проживали 1016 осіб.
Національний склад населення села:
| Національність   | Кількість осіб | Відсоток |
| ---------------- | -------------- | -------- |
| турки            | 979            | 98,1%    |
| болгари          | 15             | 1,5%     |
| Всього відповіли | 998            |          |

Розподіл населення за віком у 2011 році:
Динаміка населення: